# Piotrkówek (województwo lubelskie)
Piotrkówek – wieś w Polsce położona w województwie lubelskim, w powiecie lubelskim, w gminie Krzczonów.
W latach 1975–1998 miejscowość położona była w województwie lubelskim.
Wieś stanowi sołectwo gminy Krzczonów. Według Narodowego Spisu Powszechnego z roku 2011 wieś liczyła 323 mieszkańców.
Mimo że miejscowość należy do gminy Krzczonów to dzieci i młodzież z Piotrkówka uczą się w szkole podstawowej i gimnazjum w Piotrkowie leżącym w gminie Jabłonna. W miejscowości działa Ochotnicza Straż Pożarna.
Wierni Kościoła rzymskokatolickiego należą do parafii Chrystusa Dobrego Pasterza w Piotrkowie.